# Бруманет-аль-Машейх (нохія)
Бруманет-аль-Машейх (араб. ناحية برمانة المشايخ) — нохія у Сирії, що входить до складу району Аш-Шейх-Бадр провінції Тартус. Адміністративний центр — м. Бруманет-аль-Машейх.
| Сирія | Це незавершена стаття з географії Сирії. Ви можете допомогти проєкту, виправивши або дописавши її. |